# Wyoming (New York)
Wyoming è un villaggio degli Stati Uniti d'America, situato nello stato di New York, nella contea di Wyoming.